# Francesco Giro
Francesco Maria Giro (né le 11 mai 1963 à Rome) est une personnalité politique italienne, sénateur depuis 2013.
Il est secrétaire d'État aux Biens culturels dans le gouvernement Silvio Berlusconi IV de 2008 à 2011.

## Biographie
Francesco Giro est diplômé en philosophie avec une thèse sur la pensée morale française du XVIIIe siècle.
Il collabore avec Silvio Berlusconi depuis 1995 : grâce à ses talents d'écrivain et à ses bons rapports avec le cardinal Camillo Ruini, il devient l'écrivain des discours sur le catholicisme de Berlusconi. Élu député lors des élections d'avril 2006, il devient le coordinateur régional pour le Latium de Forza Italia.